# Gernot Ruof
Gernot Ruof (* 10. Februar 1964 in Spesbach) ist ein ehemaliger deutscher Fußballspieler.

## Karriere
Ruof begann mit dem Fußballspielen bei seinem Heimatverein SV Spesbach. 1984 begann er seine Karriere in der 2. Liga bei Alemannia Aachen. Nach Stationen beim 1. FC Saarbrücken und KSV Hessen Kassel spielte er danach beim FSV Mainz 05. Sein größter Erfolg war der 3. Platz der 2. Fußball-Bundesliga 1989 beim 1. FC Saarbrücken.